# Пані з горностаєм
«Пані з горностаєм» (італ. Dama con l'ermellino) — жіночий портрет пензля італійського художника Леонардо да Вінчі, написаний близько 1489—1490 років. На думку багатьох дослідників, зображує Цецилії Галлерані і написаний в період, коли вона була коханкою міланського герцога Людовіко Сфорца, а Леонардо був у герцога на службі.
Є одним із лише чотирьох жіночих портретів написаних Леонардо — разом з «Моною Лізою», «Портретом Джиневри де Бенчі» і «Прекрасною Ферроньєрою». Експонується в Музеї Чорторийських (Краків, Польща).

## Модель портрета
Традиційно вважається, що моделлю була коханка міланського герцога Цецилія Галлерані, що знаходить підтвердження в складній символіці картини. Раніше існувала версія, що Цецилія зображена також на іншому портреті Леонардо — «Прекрасна Ферроньєра», хоча на даний момент вважають, що на ньому зображена наступна коханка герцога — Лукреція Кривеллі.

## Історія створення

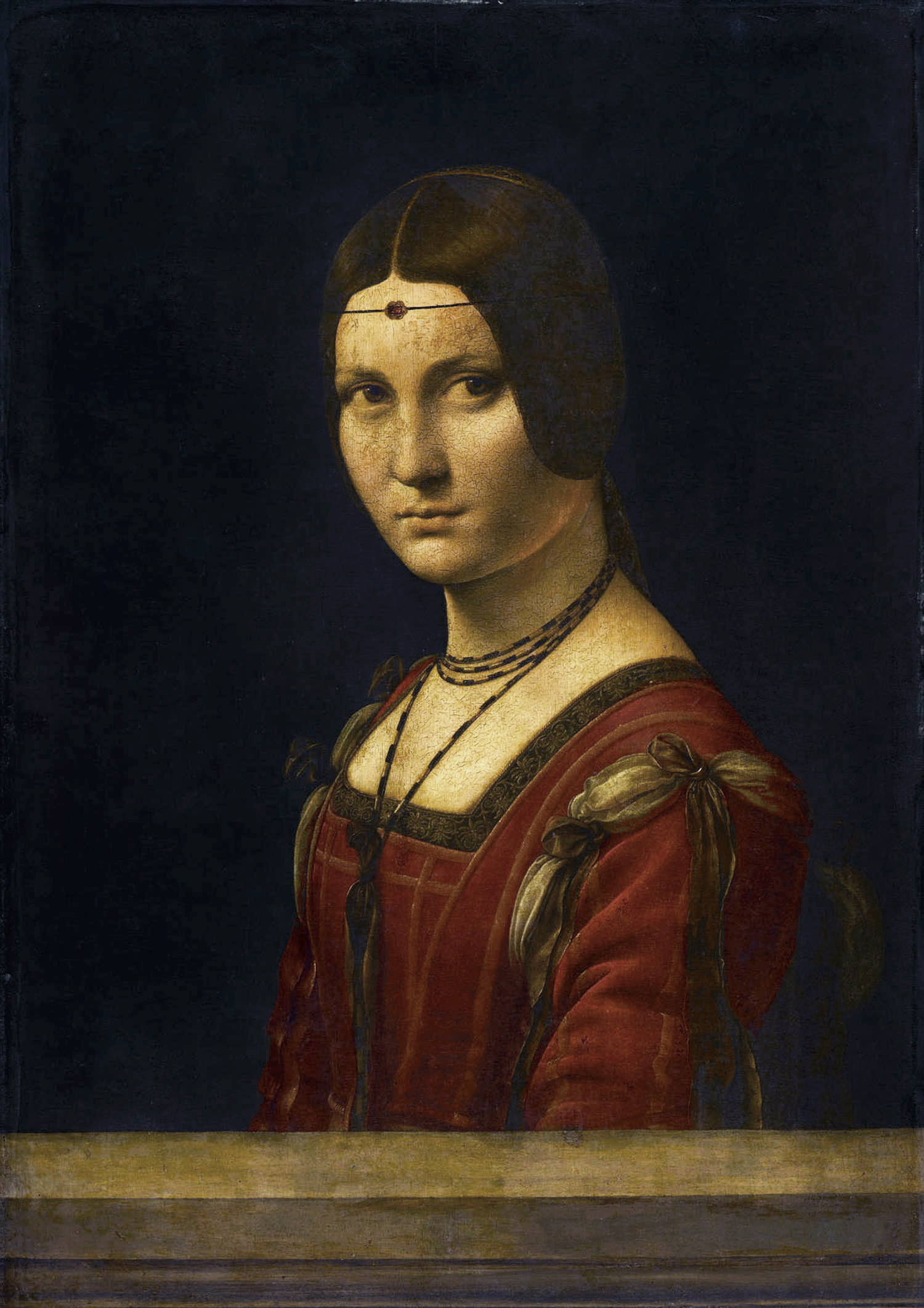
«Прекрасна Ферроньєра» роботи Леонардо, що імовірно зображує Лукрецію Крівеллі, наступну коханку Лодовіко Сфорца, одягнену за тією ж модою, що й пані з горностаєм

Передбачається, що Леонардо, який працював при міланському дворі, написав портрет починаючи з 1489—1490 років, коли Цецилія стала коханою герцога. В літературі прийнято вказувати, що на портреті зображена 17-річна Цецилія, що, проте, не може бути доведеним. З іншої сторони, зустрічається датування, яке відноситься до раннього періоду творчості Леонардо в Мілані, — 1482—1483 роки. В такому випадку на портреті зображена не Цецилія, оскільки в той час їй було близько 10 років. За іншою версією: «Портрет написаний після 1487 року, на що вказує зачіска  Цецилії за іспанською модою, яка була введена в Мілані Ізабеллою Аргонською», дата весілля якої з племінником Лодовіко Сфорца відома.
Існують непрямі дані про знайомство Цецилії з Леонардо. Вона зустрілася з ним в замку Сфорца, як вважається, в 1489 році він почав писати її портрет. Вона запрошувала його на зустрічі міланських інтелектуалів, на яких обговорювалися філософія та інші науки, Цецилія особисто головувала на цих зустрічах.
У Леонардо збереглась чернетка листа, ймовірно адресованого Цецилії, що починається:«Кохана моя богиня …» (amantissima mia diva). Існують припущення про інтимний зв'язок між Леонардо і Цецилією, але вони мало обґрунтовані, оскільки подібний стиль письма не був характерний для любовного листування, а достовірні свідчення про інтерес Леонардо до жінок відсутні.
Говорять, що побачивши портрет сеньйори Цецилії, поет Бернардо Беллінчіоне (1452—1492) сказав: «Ломбардські телепні та ненажери отримали прекрасний урок: в стайнях, повних перегною, тосканець зумів відшукати перл чистоти і витонченості, лютню, бренькотіння якої заглушає п'яні крики цих нахаб і нероб», а також написав сонет («Rime», XLV), який опублікували через рік після його смерті (вони були добре знайомі з Леонардо — художник виготовляв сценографію для постановки його La Festa del Paradiso).
Припускають, що саме ця картина згадується в листі Ізабелли д'Есте до Цецилії Галлерані від 29 квітня 1498 року. Ізабелла висловлювала прохання надіслати їй портрет, для того щоб порівняти його з роботою Джованні Белліні: «Пам'ятаючи, що Леонардо намалював ваш портрет, ми просимо вас бути люб'язними і надіслати нам Ваш портрет з цим посильним, щоб ми змогли не тільки порівняти роботи цих двох художників, але також мали задоволення знову бачити ваше обличчя».
Цецилія відповідає, що портрет більше не схожий на оригінал, оскільки він був написаний, коли вона була ще дуже молода, і її вигляд з тих пір повністю змінився (per esser fatto esso ritratto in una età sì imperfecta che io ho poi cambiata tutta quella effigie). Вона пише «15 років минуло», а це відносить написання портрету до 1483 року, коли насправді їй було 10 років. Портрет був посланий Ізабеллі.

## Авторство і збереженість

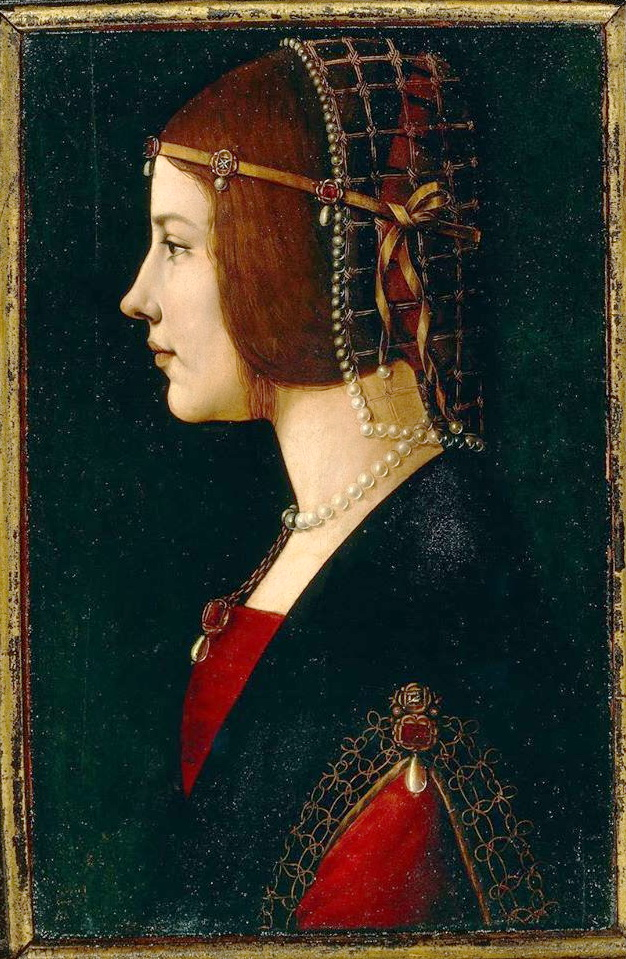
Амброджио де Предіс. Портрет Беатриче д'Есте, законної дружини Лодовіко Сфорца, бл. 1490. Вважається, Леонардо допомагав Предісу в роботі над цією картиною

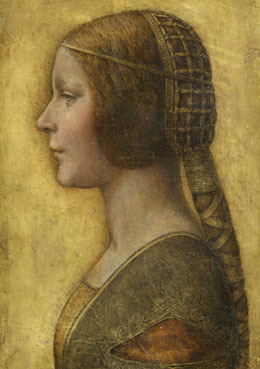
Леонардо да Вінчі (?), «La Bella Principessa», бл. 1496 (?). Імовірно, зображує Б'янку Сфорца, позашлюбну доньку Лодовіко Сфорца від ще однієї коханки, Бернардини де Коррадіс. Дівчина одягнена по тій же моді, з ферроньєркою і сукнею з прорізними рукавами

Картина переписана неодноразово, що не дозволяє з повною впевненістю сказати, що її автором є Леонардо. Тим не менш, хороший стан збереження тих частин картини, на яких зображені обличчя дівчини і фігура горностая, виявляє високу майстерність виконання.
Крім Леонардо, робота раніше приписувалась різним художникам: Марко д'Оджоно, Больтраффіо, Амброджио ді Предісу.
Рентгенографічними дослідженнями картини було встановлено, що вона переписувалася. Її фон став темніше (можливо, спочатку він був темно-синім), і двері (вікно), що знаходилася справа вгорі, за лівим плечем моделі, були вилучені. Фон був записаний при ремонті картини між 1830—1870 роками. Припускають, що це міг зробити Ежен Делакруа.
На оригінальному зображенні голову жінки прикрашала прозора вуаль, яку заретушували волоссям. Змінено перенісся і лінію волосся. Положення двох нижніх пальців на правій руці теж змінено, і вони виглядають менш природно, ніж інші. Напис «LA BELE FERONIERE LEONARD D'AWINCI» в лівому верхньому куті виконаний пізніше і не рукою Леонардо, імовірно, на початку XIX століття після придбання картини Чарторийським, так як він припускав, що на цій картині та ж жінка, що на «Прекрасній Ферроньєрі» з Лувру. У будь-якому випадку, напис зроблено не в Італії, так як там ім'я Леонард написали б з літерою «О» на кінці і не використали б літеру «W».
Дослідження виявило сліди техніки spolvere на контурах фігури і голови, що підтверджує використання «картону» — первісного малюнка, який був перенесений на дошку картини накладенням і промальовуванням зверху. Сліди пальців, які зазвичай зустрічаються в картинах Леонардо цього періоду (він злегка розмазував фарби), також були виявлені на обличчі Цецилії і на голові звірятка. Рентген показав, що Леонардо хотів спочатку оточити фігуру аркою або напівкруглим вікном, але потім передумав.

## Опис і символізм картини
На портреті Цецилія Галлерані повертається ліворуч, немов прислухаючись до когось невидимого (це вперше відзначив поет Бернардо Беллінчіоне). Такий портрет в три чверті був одним з винаходів Леонардо. Лоб дівчини перехоплений тонкою фероньєркою, на голові у неї прозорий чепчик, закріплений під підборіддям. На шиї — намисто з темних перлів, яке навколо шиї обертається і спускається довгою петлею на груди, де воно візуально губиться на фоні квадратного вирізу сукні.
Цецилія зображена в повороті голови трохи вбік, що, незважаючи на сильний нахил голови до лівого плеча, виглядає вельми природно. Враження доповнюють м'які та ніжні риси незрілого обличчя, обрамленого гладко укладеним під підборіддя волоссям. Строгість зачіски і відведений в бік від глядача погляд створюють відчуття неяскравого, стриманого образу, в зовнішності Цецилії відчувається деяка незавершеність, що надає їй своєрідної чарівності.
|  | «В портреті сеньйори Цецилії Галлерані плечі розгорнуті таким чином, що цілком зрозуміло, наскільки їх рух залежить від положення рук і повороту голови. Якщо плечі рушать далі, обернеться і голова, однак відповідно до правила контрапосту в протилежний бік. Юнацька за своїми пропорціями і худорлявістю кисть сеньйори Цецилії складена ковшиком і середні фаланги пальців розсунуті: ковшиком огороджене звірятко, що притиснулось з переляку до плоских грудей сеньйори, — біла куниця, яких тримають у будинках заради розваги. Зображення куниці тлумачиться подвійно — як символ невинності і як символ влади. Перше сюди не підходить — залишається друге: куниця може стати горностаєм, а Лодовіко Моро — герцогом Міланським». |

К. Педретті вважає: «Можливо, найкрасивіша картина Леонардо да Вінчі. Причина — оригінальність пози, яскрава виразність, яка ніби встановлює символічні відносини між аристократичним обличчям жінки і геральдичним знаком звіра. Цією картиною Леонардо да Вінчі започатковує традицію портретів п'ятнадцятого століття: подається вже не профіль моделі, як на медалі, а зображення в три чверті, типове для бюстів. У ньому є природність, фіксація однієї миті, схожа на кадри в стрічці кінематографа».
В. Гращенков пише про цю картину: «Дотримуючись флорентійських зразків 1470-х років, Леонардо зобразив свою модель по пояс, отримавши тим самим можливість показати руки. З великою психологічною точністю передано їх рух, що дозволяє вловити прихований душевний вплив. Пальці Цецилії з трепетною обережністю ласкаво торкаються шерстки полохливого звірка, горностая, що розташувався в її руках. Виразним був і сильний контрапост, введений в портретну композицію. У той час як плечі молодої жінки розгорнуті вліво, її майже незворушне обличчя різко повернулася у протилежний бік. Цей контрапост вносить в портретний образ натхнений рух, викликаючи в пам'яті знаменитий малюнок Леонардо тих років (Турин, Королівська бібліотека) — замальовку жіночої голови, використану як етюд для обличчя ангела в його картині «Мадонна в скелях» (1483—1486, Париж, Лувр). Проте думка про те, що в малюнку зображений образ Цецилії Галлерані, представляється нам занадто сміливою».

### Горностай
Присутність на картині звірка, якого традиційно називають горностаєм, пояснюють декілька версій:
- Грецька назва горностая — дав.-гр. γαλῆ («гале») — етимологічно пов'язана з прізвищем Галлерані. У той час подібна гра слів була популярна в світських колах Італії.
- За своє біле хутро горностай вважався символом чистоти і цнотливості. За легендою, якщо його шкура бруднилися і втрачала білий колір, горностай помирав. Леонардо про це знав: існує створений ним малюнок Allegory of the Ermine (Музей Фіцвільяма, Кембридж),[13] де зображена сцена, в якій горностай воліє бути спійманим мисливцем, ніж забруднити білу шкірку. Він міг підкреслювати відповідність коханки герцога офіційній придворній моралі: жінка повинна бути з одного боку цнотливою, з іншого — бути прекрасною коханою. Тобто, попри те, що вона не перебувала в шлюбі, це не є плямою на її репутації. Один вчений висловив припущення, що Цецилія, мабуть, була вагітна в момент написання портрета, і горностай не тільки виконує композиційну функцію, прикриваючи живіт, але і означає, що виношування бастарда не є ганьбою[14].
- Горностай міг відноситися до Лодовіко Сфорца, тому що він був членом Ордена Горностая (L'Ordre de l'Hermine; Ordine dell'Ermellino) Фердинанда I Неаполітанського з 1488 року[9] і включив його зображення в свою персональну емблему[15] (в літературі зустрічається згадка, що горностай був емблемою роду Сфорца, проте це не так — емблемою був змій-бісціон).
- Висловлюються й інші варіанти тлумачення образу, більш метафоричні: «чудовий реалістичний твір, гранично точно характеризує витончену, але владну натуру фаворитки, що довго тримала в своїх руках «горностая», тобто - можновладного князя, яким був Лодовіко Сфорца»[3].

Анатомічно дуже точне зображення звірка і його лапи з кігтями, на думку дослідників, вступає в протиріччя з його релігійно-моральним статусом і несе в собі сексуальне забарвлення, про яке говорить і розріз рукава сукні Цецилії  — символ вульви. Тема сексуальної потенції не є чимось новим для доби Відродження.
Існує версія, якої серед інших дотримувався Вільгельм фон Боде, що на картині зображений не горностай, а білий домашній тхір-фретка.

## Історія картини в Новий час
Достовірна письмова історія даної картини простежується з кінця XVIII століття. Приблизно в 1798 році полотно було привезене з Італії до Кракова майбутнім російським міністром закордонних справ, князем Адамом Чарторийським. Його мати Ізабелла Чарторийська, якій він подарував полотно, помістила картину до музею, заснованого нею у своєму маєтку Пулави в 1802 році.
Під час Польського повстання 1830 року майно Чарторийських було конфісковане Російською імперією, але Чарторийський відіслав картину до Парижу і вона перебувала в готелі Лямбер, де жив князь і розміщувалась його колекції. Онук Ізабелли Владислав, рятуючись від франко-прусської війни, покинув Францію і повернув зібрання до Польщі в 1876 році. В Кракові він відкрив Музей Чарторийських, частиною якого стала картина. Судячи з усього, ідентифікація авторства Леонардо сталася досить пізно — в каталогах його робіт XIX століття вона не згадується, а відомий за письмовими джерелами портрет Цецилії вважається втраченим. Картина була доступною для експертів вже в Парижі. Її репродукція вперше була опублікована в 1889 році німецьким істориком мистецтва Мюллером-Вальді. Як портрет Цецилії Галлерані її ідентифікував Ян Болож-Антоневич в 1900 році.
Під час Першої світової війни картина для безпеки була відіслана в Дрезденську галерею. Незадовго до початку Другої світової війни вона знову була захована, але у вересні 1939 року потрапила до рук нацистів.
Після окупації Польщі Німеччиною в 1939 році картина була вивезена з метою відправлення до Музею Гітлера в Лінці і поміщена в берлінський Музей кайзера Фрідріха (нині Музей Боде). В 1940 році генерал-губернатор Польщі Ганс Франк наказав повернути її до своєї резиденції в Кракові. Наприкінці війни вона була виявлена польсько-американською комісією в будинку Франка в Баварії і в 1946 році повернута до Польщі. Картина є єдиним твором да Вінчі на території Польщі й становить предмет національної гордості.